# Leverpastei

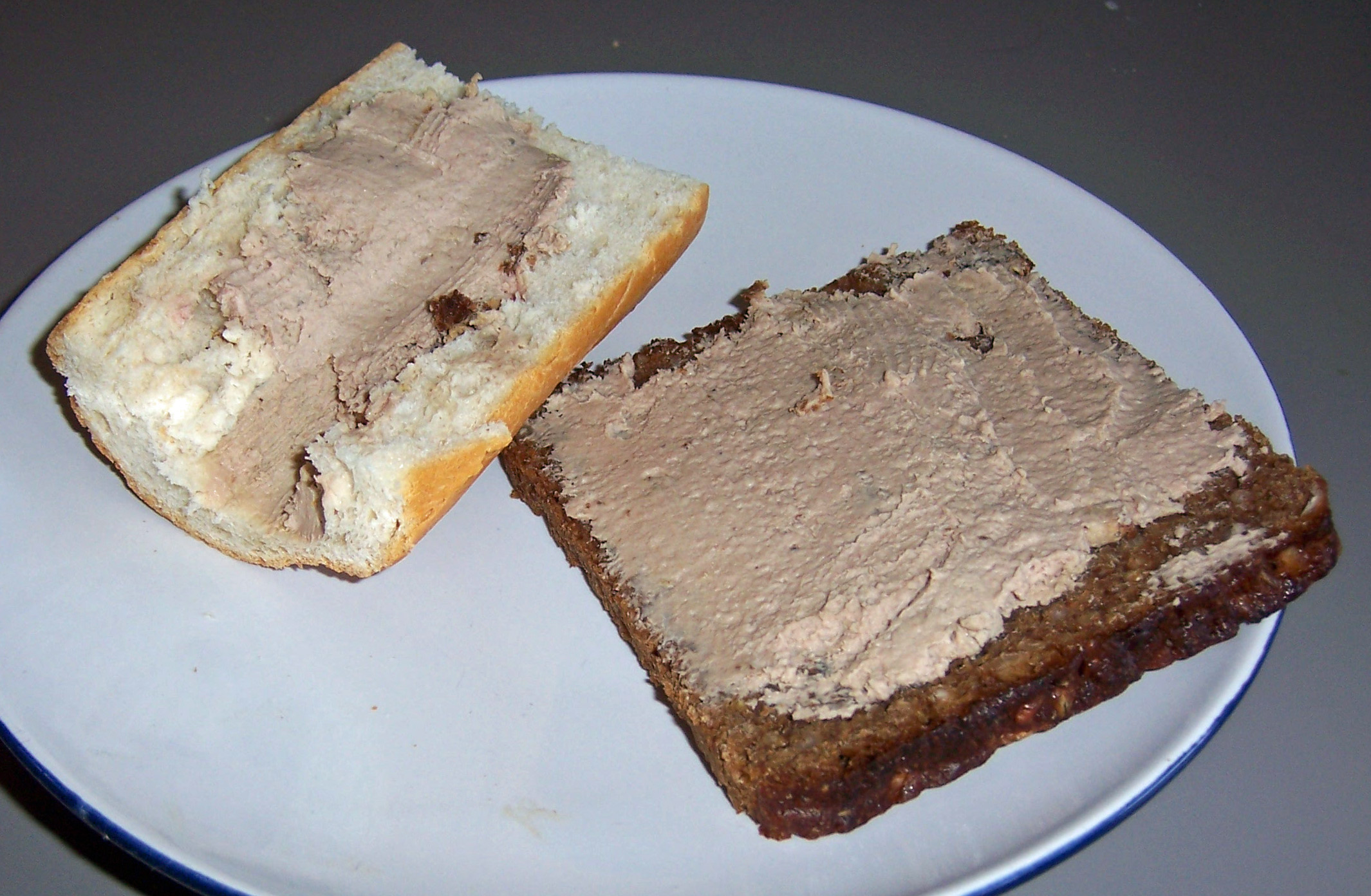
Brood en roggebrood met leverpastei

Leverpastei is een soort broodbeleg. Het is een op leverworst en paté gelijkende roze massa gemaakt van gekookte en fijngemalen varkenslever, vet spek en verschillende kruiden, zoals peper, kruidnagel en nootmuskaat. Meestal is het verkrijgbaar in kleine ronde blikjes met een inhoud van 56 gram, maar het kan ook in de huishouding worden bereid.